# 1767

## أحداث
- تأسيس مدينة ساو جوزيه دوس كامبوس وتقع حاليا في البرازيل.
- أصاب الناس في نجد قحط والغلاء المسمى سوقة، فهلك عدد كبير من الناس بسبب الجوع والوباء. فاضطر الكثير من السكان إلى النزوح إلى البصرة والزبير ثم إلى الإحساء، واستمر هذا الحال إلى نهاية سنة 1768.[1]

## مواليد
- أندرو جاكسون
- بشير الثاني الشهابي
- جان بابتست ساي
- جون بوند
- جون كوينسي آدامز
- دنمارك فيسي
- فيلهلم فون همبولت

## وفيات
- غيورغ فيليب تيليمان
- فرحان أبو زيد